# Heikruis

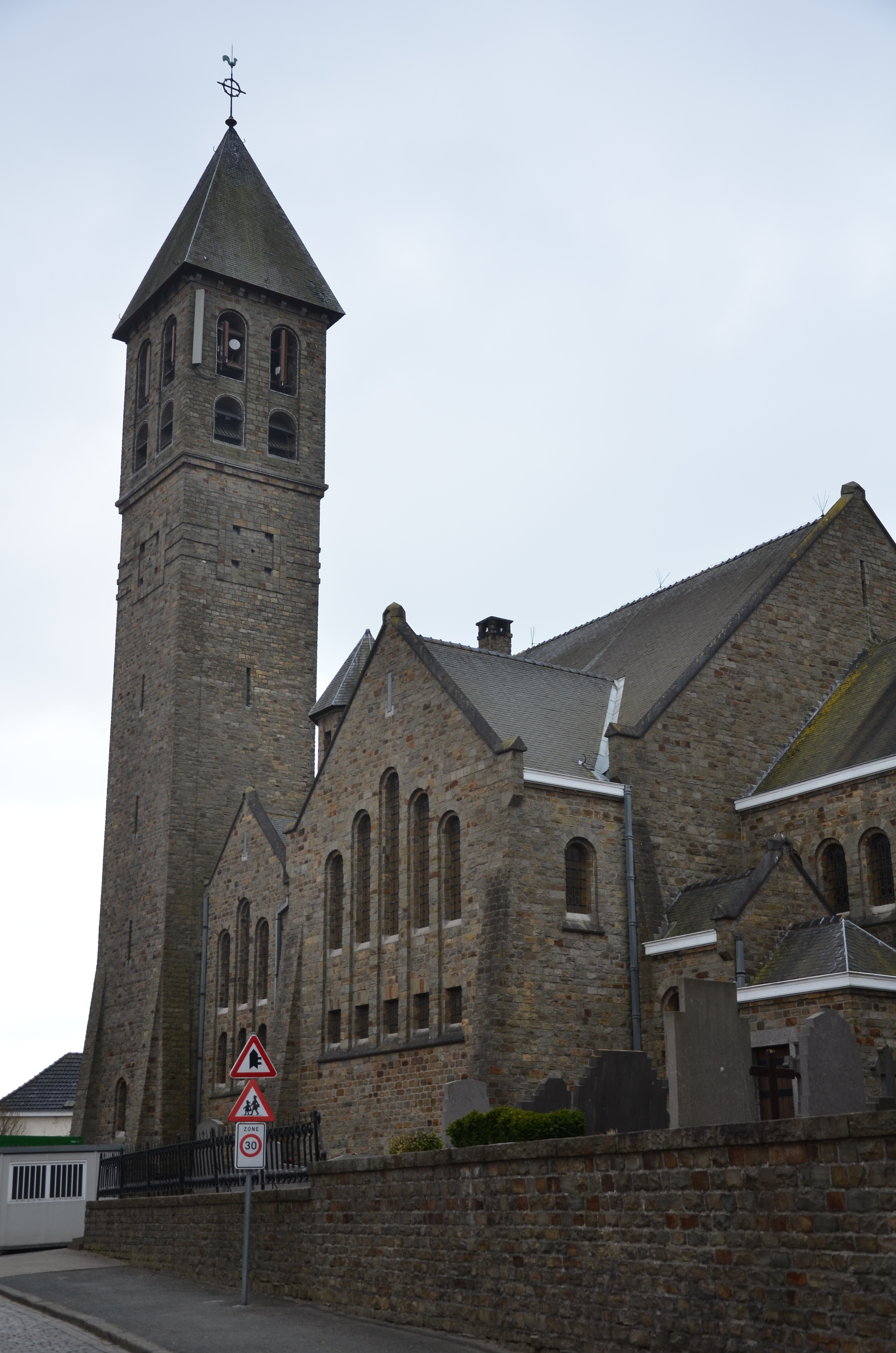
Parochiekerk Onze-Lieve-Vrouw van Altijddurende Bijstand

Heikruis (Frans: Hautecroix) is een dorp in de Vlaams-Brabantse gemeente Pepingen, gelegen in het Pajottenland. Heikruis was een zelfstandige gemeente tot aan de gemeentelijke herindeling van 1977. Het maakte tot 1815 deel uit van de provincie Henegouwen met als gevolg dat Frans er tot dan de officiële voertaal bleef.

## Toponymie
In 1024 richtte ene Hado er een kruis op (Latijn: Hadonis crucem). De naam Heikruis heeft dus niets te maken met heide maar is een vervorming van Hado. Met dat kruis wilde Hado bescherming afsmeken over de vooruitgeschoven post van de versterkte villa Lettelingen.

## Geschiedenis
Het eerste kasteel van Ter Rijst (naam die wijst op de aanwezigheid van rijshout) werd in 1169, op bevel van de graaf van Henegouwen verwoest. Het werd voor 1234 weer opgebouwd. De familie Van der Noot heeft geruime tijd dit kasteel in haar bezit gehad. Wouter van der Noot, ridder, kamerheer van de hertog van Brabant, Filips de Goede, verwierf het domein Terrest in 1464.
In 1480 werd er nieuw kasteel met vijver opgericht. Tijdens de Spaanse overheersing in de 16de eeuw trad Jaspar van der Noot in dienst van Egmont. Nadat deze was onthoofd, is Jaspar gevlucht en hij heeft zich in dienst gesteld van Willem van Oranje. Hij was de eerste ritmeester (kolonel van de formaties ruiterij) van de Geuzen. Het domein kwam nadien in de handen van de katholieke familie Völler. In 1868-1869 heeft burggraaf de Nieulant het oude kasteel "opgesmukt" en de oude versterking sterk verminkt; zo werden onder andere de torens afgebroken.
Na de Franse invasie werd Heikruis (toen in het Frans Haute-Croix genoemd) een gemeente in het kanton Herne van het Dijledepartement. Dit departement werd nadat de Fransen verdreven waren omgevormd tot de provincie Zuid-Brabant, de latere Belgische provincie Brabant. De gemeente Heikruis bleef bestaan tot 1977, toen ze gefusioneerd werd met Pepingen.

## Geografie
De dorpskom van Heikruis ligt op de waterscheidingskam van het Zuun- en het Laubecqbekken (twee zijrivieren van de Zenne), meteen ook het hoogste punt (+91m) van Groot-Pepingen. Van de oorspronkelijke dries of driehoekig dorpsplein bij het T-kruispunt van de Neerstraat en de Heikruiseplaats is niets bewaard gebleven.

## Bezienswaardigheden
Heikruis is een straatdorp met het Ursulinenklooster (met aanhorigheden zoals een kloosterhoeve) en de natuurstenen Onze-Lieve-Vrouw-van-Altijddurende-Bijstandkerk aan de ene zijde van de straat en de pastorie, het cultureel centrum en enkele woningen aan de overkant. Het zuidelijke gedeelte van de gemeente heeft een uitgesproken agrarisch karakter met her en der kwadraathoeven.
Verder vindt men in Heikruis de Onze-Lieve-Vrouw ter Lindenkapel en de Kamsmolen

## Natuur en landschap
Heikruis ligt in het Pajottenland op een hoogte van 89 meter (kerk). In alle richtingen loopt de hoogte af tot ongeveer 63 meter in het westen.
B
ossen (waaronder het bosreservaat 'Ter Rijst' aan het kasteel Ter Rijst en het Bois de Strihoux) strekken zich uit aan beide zijden van de taalgrens.

## Demografische ontwikkeling
- Bronnen:NIS, Opm:1831 tot en met 1970=volkstellingen; 1976 = inwoneraantal op 31 december

## Nabijgelegen kernen
Bogaarden, Herfelingen, Bierghes, Saintes